# Olli Lehto
Olli Erkki Lehto (Helsinque, 30 de maio de 1925 - 31 de dezembro de 2020) foi um matemático finlandês.
Lehto obteve um doutorado em 1949 na Universidade de Helsinque, orientado por Rolf Nevanlinna, com a tese Anwendung orthogonaler Systeme auf gewisse funktionentheoretische Extremal- und Abbildungsprobleme.
De 1983 a 1990, foi secretário da União Internacional de Matemática. Em 1962, foi eleito membro da Academia de Ciências e Letras da Finlândia (Suomalainen Tiedeakatemia). Lehto foi o organizador chefe do Congresso Internacional de Matemáticos em Helsinque em 1978 e palestrante convidado do Congresso Internacional de Matemáticos em Moscou (1966 - Quasiconformal mappings in the plane). Foi eleito membro da American Mathematical Society.
Em 2001, publicou uma biografia de seu mentor Rolf Nevanlinna.
Morreu em 31 de dezembro de 2020, aos 95 anos.

## Publicações selecionadas
- Univalent functions and Teichmüller Spaces. Springer, Graduate Texts in Mathematics, 1987.[5]
- com Kaarlo Virtanen: Quasikonforme Abbildungen. Springer 1965, Grundlehren der Mathematischen Wissenschaften, 2nd edition: Quasiconformal mappings in the plane. Springer 1973.
- Lehto, Olli (2001). Korkeat maailmat. Rolf Nevanlinnan elämä [High Worlds. The life of Rolf Nevanlinna] (em finlandês). [S.l.]: Otava. 317 pages. OCLC 58345155
- Tieteen aatelia: Lorenz Lindelöf ja Ernst Lindelöf. Otava, Helsinki 2008 (em finlandês).
- Mathematics without borders: a history of the International Mathematical Union. [S.l.]: Verlag-Springer. 1998. ISBN 978-0-387-98358-5.
- Lars Alfors --- At the Summit of Mathematics. [S.l.]: American Mathematical Society. 2015. ISBN 978-1-4704-1846-5.